# Fettklößchen

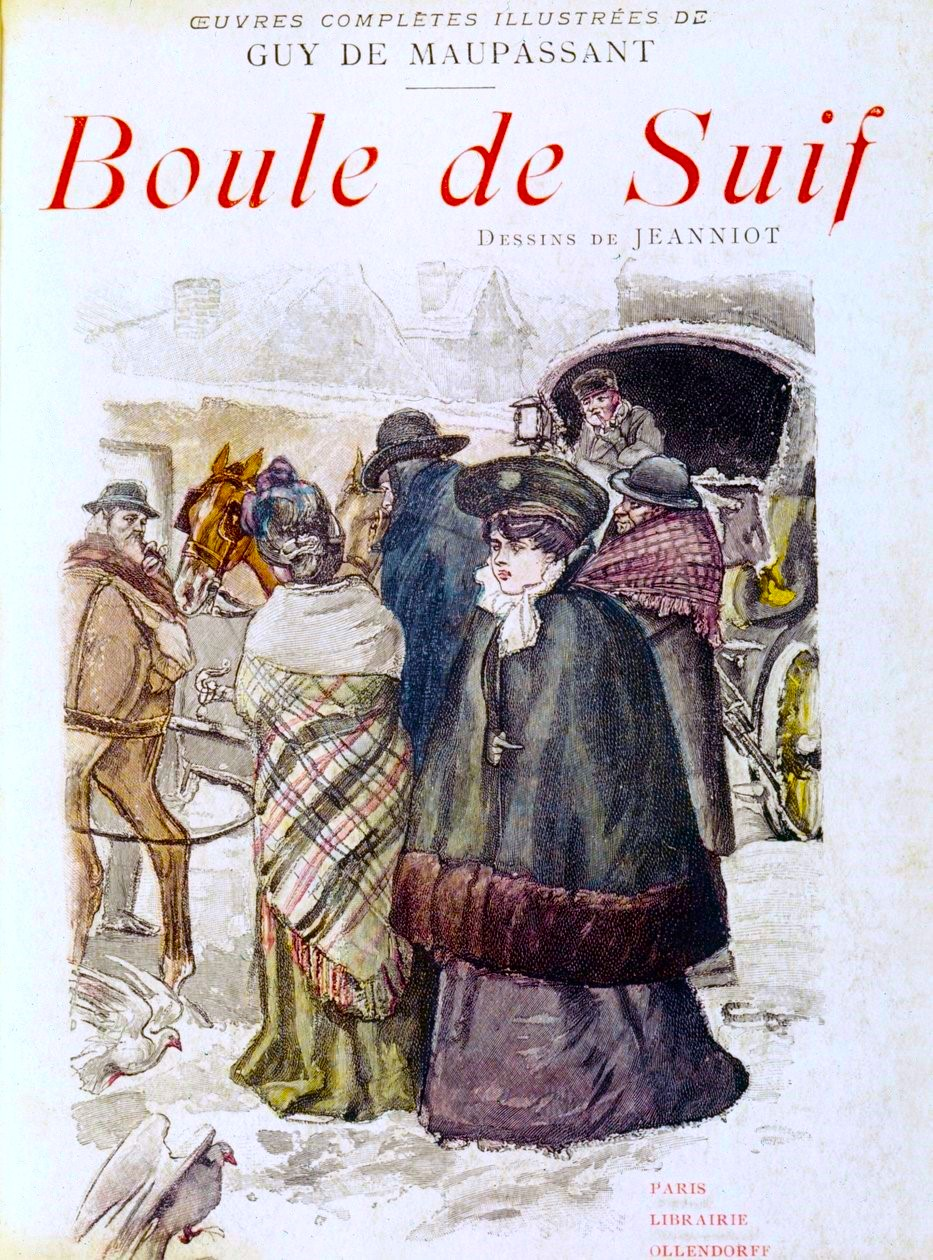
Boule de suif, Ausgabe von 1902

Fettklößchen, im Original Boule de suif, ist eine 1879 geschriebene und 1880 erstmals publizierte Novelle von Guy de Maupassant. In den meisten deutschen Ausgaben wird der Titel mit Fettklößchen übersetzt. Der vollständige Titel ist Boule de suif et le vengeur (dt. Boule de suif und der Rächer), womit die Figur des Demokraten Cornudet gemeint ist.

## Inhalt
Während des Deutsch-Französischen Krieges 1870/71 versuchen zehn Menschen aus Rouen in einer Postkutsche aus der von den Preußen besetzten Normandie nach Le Havre zu reisen, um dort ihren Geschäften nachzugehen. Schwerer Schneefall und klirrende Kälte machen das Reisen zusätzlich beschwerlich. Zuerst wird geschildert, in welchem desolaten Zustand die französische Armee ist, danach richtet der Erzähler seine Aufmerksamkeit auf die handelnden Personen.
Diese Gruppe von Reisenden stellt einen Querschnitt durch die Bevölkerung dar. Von der Bourgeoisie, vertreten durch einen Industriellen (Monsieur Carré-Lamadon) und einen Kaufmann (Monsieur Loiseau), über den Adel (Monsieur Hubert de Bréville), mit ihren jeweiligen angetrauten Damen, bis hin zu zwei Nonnen sind alle Gesellschaftsschichten vertreten. Sogar die Befürworter einer Demokratie sind durch Cornudet den Demokraten repräsentiert. Den Abschluss bildet die Prostituierte Fettklößchen, die auch die Hauptperson der Geschichte ist.
Die Handlung zeigt die Entwicklung der Beziehung zwischen Fettklößchen und den vornehmen Bürgern der Reisegesellschaft.
Zunächst zeigt die Reisegesellschaft deutlich, dass sie Fettklößchen verachtet. Dies ändert sich aber schon bald nach der Abfahrt der Kutsche: Weil keiner in der Gruppe Proviant eingepackt hat, sind diese dann doch sehr froh, dass Fettklößchen ihre Vorräte mit ihnen teilt; die Beziehung verbessert sich spürbar. In einem Gasthaus in Tôtes, das der Reisegruppe als Nachtunterkunft dienen soll, stoßen sie auf einen preußischen Offizier, der sie erst weiterfahren lassen will, nachdem sich Fettklößchen von ihm zum Beischlaf zwingen lässt. Diese fühlt sich jedoch in ihren patriotischen Gefühlen verletzt und verweigert sich ihm. Die junge Frau hält die Forderung des deutschen Offiziers zunächst geheim, weshalb sich die Herren allerlei angstvollen Spekulationen über die möglichen Gründe des erzwungenen Aufenthaltes hingeben.
Fettklößchen gibt auf ihr Drängen empört preis, was der Offizier von ihr verlangt. Ab diesem Punkt verschlechtert sich das Klima zwischen den Reisenden wieder, denn die Mitreisenden bewundern die Prostituierte nicht für ihre Standhaftigkeit, sondern fühlen sich gestört, weil sie durch diesen Widerstand an der Weiterfahrt gehindert werden. Die Handlung erhält durch die ambivalente Haltung der Damen eine zusätzliche erotische Dimension. Der Offizier wird von ihnen als gutaussehend beschrieben und sie wissen es zu schätzen, dass er nicht mit ihnen Sex zu haben verlangt, auch wenn, wie sie sich einig sind, der Preuße die Macht hätte, sie dazu zu zwingen, was zumindest einer der Frauen nicht unangenehm wäre.
Durch subtile Hinweise auf die Pflicht der Frauen, sich zu opfern, durchmischt mit Beispielen aus Geschichte und Religion, bringen sie Fettklößchen schließlich doch dazu, dem Wunsch des Offiziers nachzugeben, weshalb es ihnen dann auch gestattet wird, weiterzufahren. Aber anstatt ihr dankbar zu sein, wird Fettklößchen am nächsten Tag verachtet und ausgelacht und man behandelt sie wieder als Prostituierte, mit der anständige Menschen nichts zu tun haben wollen.
Die Reise wird fortgesetzt, während alle Reisenden vorbereiteten Proviant verzehren, ohne ihn mit Fettklößchen zu teilen, die in ihrer Verstörung vergessen hatte, sich welchen zu beschaffen. Die Fahrt verläuft weiter, während sie stumm und verzweifelt weint, und Cornudet zum Missfallen aller die Marseillaise (...amour sacré de la patrie...) pfeift.

## Reale Vorbilder der Figuren
- Fettklößchen: Adrienne Legay, geboren in einem Dorf bei Fécamp, später in Rouen wohnhaft. Legay war die Geliebte eines Kavallerie-Offiziers und später eines Kaufmanns. Nachdem sich beide Männer von ihr getrennt hatten, wurde sie Prostituierte. Die gutmütige, uneigennützige und für ihre Rundungen bekannte Frau lebte in zunehmender Armut und nahm sich sechs Wochen nach Guy de Maupassants Tod das Leben.[2]
- Cornudet: Charles Cord’homme, der Ehemann von Guy de Maupassants Tante Louise de Maupassant. Cord’homme war Weinhändler in Rouen und in der ganzen Stadt als Anhänger der Republik und als Freigeist bekannt. Er war Mitglied einer demokratischen Partei mit unklaren politischen Zielen.[2]
- Monsieur Carré-Lamadon: Augustin Pouyer-Quertier (1820–1891).[2]

## Stellung in der Literaturgeschichte

### Einordnung in das Werk des Autors
Fettklößchen entstand 1879 nach siebenjähriger Schulung Maupassants bei Gustave Flaubert als sein Erstlingswerk. Flaubert lobte es als ein Meisterstück.

### Stellung in der Literaturgeschichte
Fettklößchen machte den unbekannten Autor mit einem Schlag berühmt, da es in dem von Emile Zola 1880 herausgegebenen Erzählungsband Die Abende von Médan (Les Soirées de Médan) mit dem Thema des Deutsch-Französischen Krieges von 1870/71 zusammen mit fünf anderen Erzählungen erschien. Fettklößchen ist bis heute die bekannteste Novelle Maupassants und eine der bekanntesten Novellen der Weltliteratur.

## Rezeption
In Fettklößchen wird mit dem Thema sexueller Machtausübung das Klischee des französischen Bürgertums vor dem Hintergrund des deutsch-französischen Krieges von 1870/71 zerstört. Der Bürger gilt in der Vorstellung der „ehrenwerten“ Gesellschaft als ehrwürdig, patriotisch und vorbildhaft. Maupassant entlarvt die Heuchelei der sogenannten anständigen Leute, die einzig auf ihren Vorteil bedacht sind. In Wahrheit ist ihre Moral verlogen. Tatsächlich ist nur die Prostituierte ehrlich und aufrichtig. Doch sie zählt nicht zur Gesellschaft. Sie, die den Bürgern selbstlos hilft, ist Außenseiterin zu Beginn der Erzählung, wird in ihrem Verlauf zu Jeanne d’Arc hochstilisiert und ist am Ende wieder Außenseiterin.

## Ausgaben
- Guy de Maupassant: Fettklößchen. Novelle („Boule de suif“). Reclam, Stuttgart 2007, ISBN 978-3-15-006768-0.
- Guy de Maupassant: Boule de suif. Gallimard, Paris 2003, ISBN 2-07-041119-2.
- Guy de Maupassant: Boule de suif. Edition Steinbach, Schwäbisch Hall 2009, ISBN 978-3-88698-334-6 (2 CDs; Hörbuch).
- Guy de Maupassant: Boule de suif. Klett Verlag, Stuttgart 2009, ISBN 978-3-12-596283-5 (Schullektüre).
- Guy de Maupassant: Von der Liebe und anderen Kriegen. Novellen. Neu übersetzt von Martin Lindner. dtv, 2014, ISBN 978-3-423-14316-5 (Die Novelle hat hier den Titel Schmalzkügelchen.)

## Filme
- 1934: Fettklößchen, sowjetischer Stummfilm von Michail Romm
- 1939: Ringo (Stagecoach), US-amerikanischer Western von John Ford; der Genreklassiker mit John Wayne beruht auf Motiven von Maupassants Novelle, enthalten sind etwa die Postkutschenfahrt durch feindliches Gebiet und die Figur der Prostituierten, die von Mitreisenden verachtet wird

## Sekundärliteratur und andere Werke
- Michael Weatherilt: Maupassant's „Boule de suif“ and the tales of the Franco-Prussian war. Bridge Books, Wrexham 2001, ISBN 1-872424-93-7.
- Stephen Hartke: The greater good. Opera in 2 acts. Naxos Publ., London 2007 (2 CDs; das Libretto ist eine Adaption von Guy de Maupassants Boule de suif).
- Fritz Hochwälder: Hotel du Commerce. Verlag Steyer, Zürich 1975, ISBN 3-222-10866-8 (Komödie basierend auf  Maupassants Erzählung Boule de suif).